# Маллетт-арена
«Маллетт-арена» (англ. Mullett Arena) (первоначально ASU Multi-Purpose Arena ) — крытая многоцелевая арена в городе Темпе, штат Аризона, США. Вместимость 5000. Является домашней ареной для студенческих команд «Arizona State Sun Devils» (мужская команда по хоккею, женская команда по хоккею, женская команда по гимнастике, женская команда по волейболу и мужская команда по борьбе).
Также являлась временным местом проведения матчей клуба Национальной хоккейной лиги«Аризона Койотис» с 2022 по 2024 год, при этом вместимость матчей НХЛ была ограничена 4600 зрительскими местами.
С 2024 года является домашней ареной клуба Джи-Лиги НБА «Уэлли Санс».
Объект принадлежит Университету штата Аризона и управляется компанией Oak View Group.